# Tamara Sołoniewicz

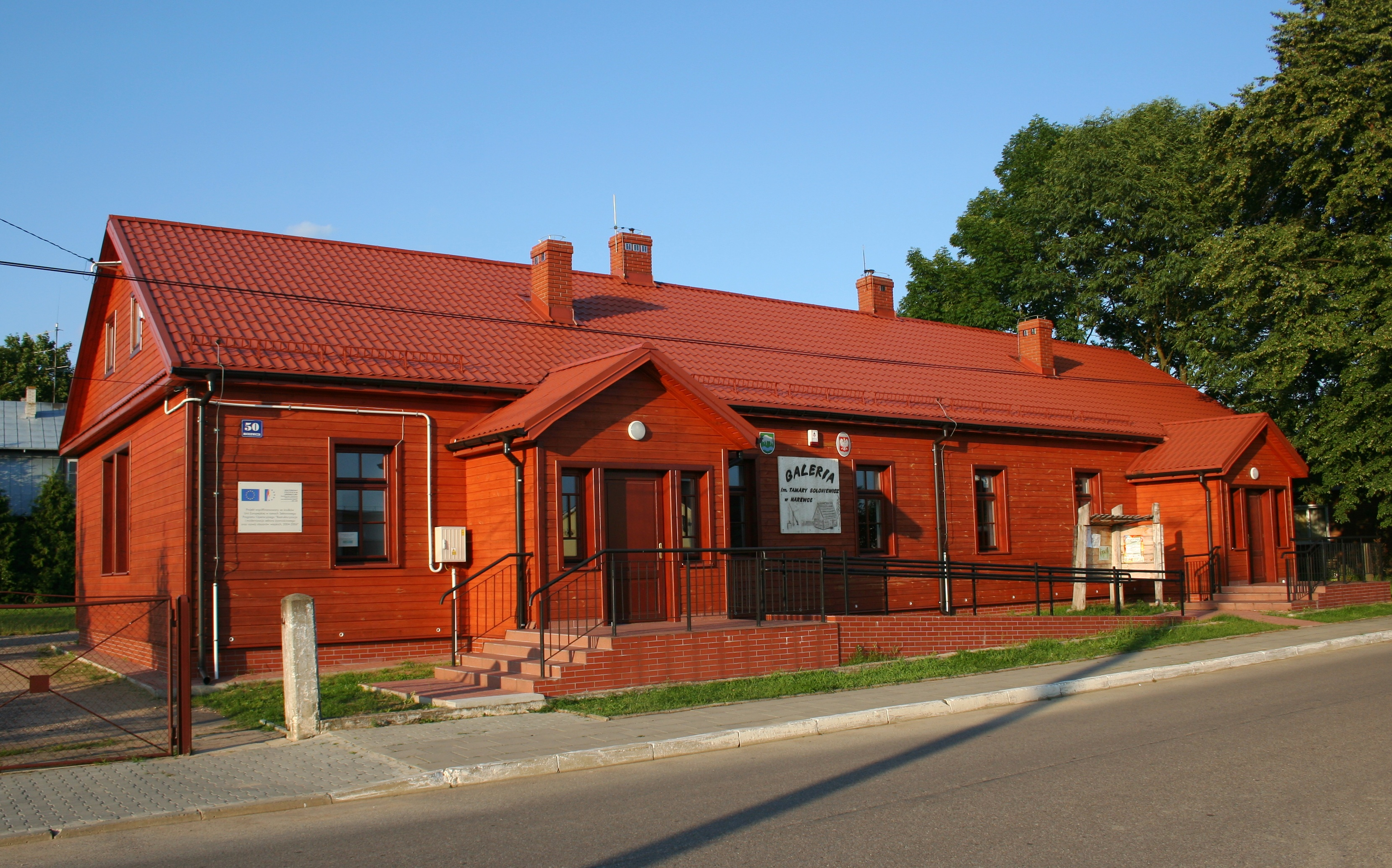
Galeria im. Tamary Sołoniewicz w Narewce

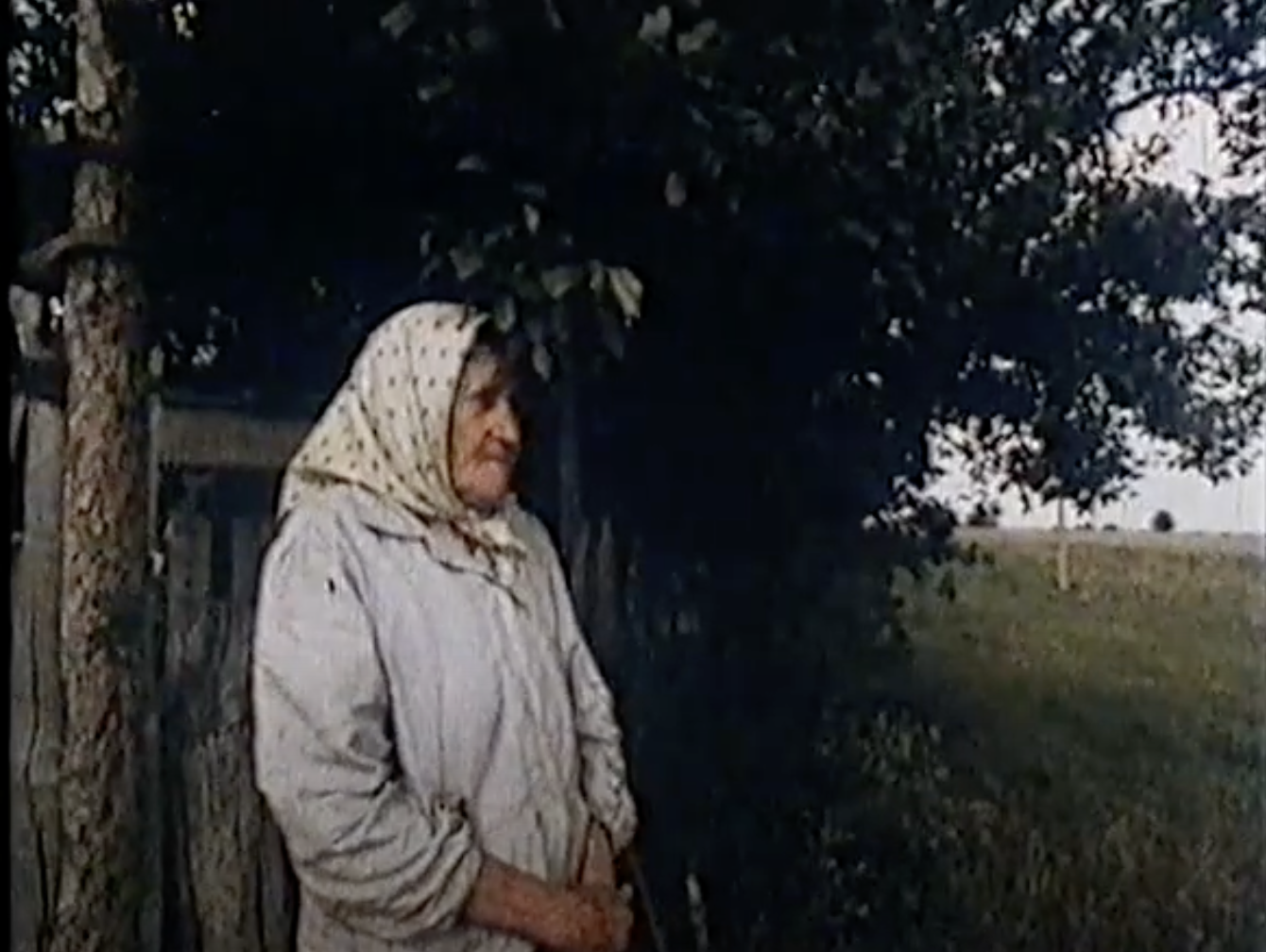
Kadr z filmu Tamary Sołoniewicz "Czy słyszysz jak płacze ziemia..." (1987) opowiadającego o burzeniu wsi na Podlasiu pod budowę Zalewu Siemianówka

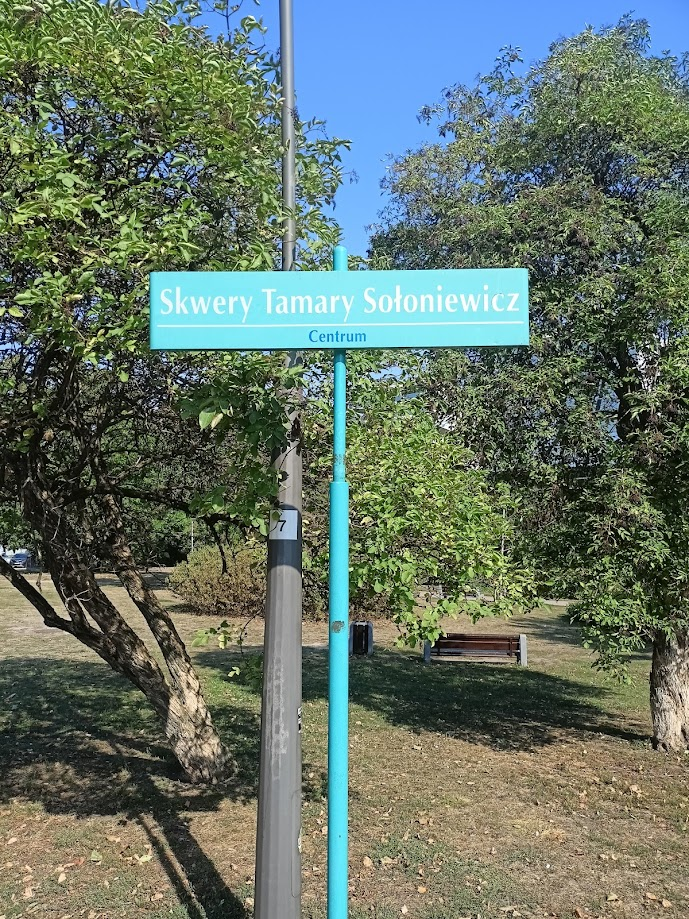
Tabliczka - Skwery Tamary Sołonieiwcz w Białystoku

Tamara Sołoniewicz (ur. 17 września 1938 w Narewce, zm. 18 lipca 2000 w Białymstoku) – polska reżyser i scenarzystka filmowa.

## Życiorys
Urodziła się w rodzinie przedwojennej białoruskiej inteligencji. Jej rodzicami byli Mikołaj i Olga Sołoniewicz. Uczęszczała do szkoły podstawowej w Narewce, a następnie do Liceum Ogólnokształcącego w Michałowie. Była absolwentką wydziału filologii polskiej na Uniwersytecie Warszawskim oraz Podyplomowego Studium Dziennikarskiego.
Od połowy lat 60. związana była z Telewizją Polską, pracowała w Dzienniku Telewizyjnym, redakcji reportażu Programu I, redakcji społecznej i filmu dokumentalnego, Wytwórni Filmów Dokumentalnych w Łodzi. W latach 90. współpracowała z białostockim oddziałem telewizji regionalnej.
Tematem większości filmów autorstwa Sołoniewicz była Białostocczyzna. Pierwszy film o tym terenie zrealizowała w 1966 roku. Miasteczko na skraju puszczy – to filmowa opowieść o ówczesnym życiu Hajnówki.
Wiele jej filmów było nagradzanych na festiwalach w kraju i zagranicą. Najbardziej znane i utytułowane jej filmy to: Matecznik – złoty Ekran w 1975 roku, Antygona w stodole – nagroda Brązowego Lajkonika na Festiwalu Filmów Dokumentalnych w Krakowie, Hela Pacewiczówna z Zadworzan – srebrny Lajkonik na FFD, Ziemia – Gran Prix FFD, Wąski tor – w 1981 roku nagroda Solidarności oraz pierwsza nagroda na Festiwalu Filmów Społeczno-Politycznych w 1984 r., Polski podrzutek – nagroda Stowarzyszenia Dziennikarzy Polskich w 1997 roku.

## Filmografia
1. 1966 – Miasto na skraju puszczy realizacja, scenariusz
2. 1974 – Antygona w stodole realizacja, scenariusz
3. 1975 – Hela Pacewiczówna z Zadworzan reżyseria
4. 1977 – Ziemia reżyseria, scenariusz
5. 1978 – Kto za, kto przeciw, kto się wstrzymał realizacja, scenariusz
6. 1982 – Wąski tor reżyseria, scenariusz
7. 1985 – Kresowa ballada 1935 reżyseria, scenariusz
8. 1985 – Nieobecny, poległ na polu chwały realizacja
9. 1987 – Siłaczka z goran reżyseria, scenariusz
10. 1987 – Wiatrak w dolinie reżyseria, scenariusz
11. 1987 - Czy słyszysz jak płacze ziemia.. reżyseria, scenariusz
12. 1988 – Andrzej i Maria reżyseria, scenariusz
13. 1988 – Żertwa reżyseria, realizacja tv, scenariusz
14. 1993 – Melodia duszy reżyseria, scenariusz
15. 1994 – Już niepotrzebni reżyseria
16. 1995 – Bizancjum w Hajnówce reżyseria
17. 1995 – Przeżycie obywatela Pikutina reżyseria
18. 1995 – Polski podrzutek reżyseria
19. 1995 – Łemko ze Żdyni reżyseria
20. 1997 – Polski podrzutek II reżyseria
21. 1997 – Gorzkie zwycięstwo reżyseria
22. 1999 – Tango bezrobotnych reżyseria
23. 2000 – Tatarzy w Polsce reżyseria

## Nagrody filmowe
- 1981 – Kto za, kto przeciw, kto się wstrzymał Kraków (Ogólnopolski Festiwal Filmów Krótkometrażowych) Nagroda KAFLREF i TV NSZZSolidarność Region Mazowsze
- 1978 – Ziemia Kraków (Ogólnopolski Festiwal Filmów Krótkometrażowych) Grand Prix Złoty Lajkonik
- 1977 – Ziemia Łódź (FF Społ.-Polit.) Grand Prix
- 1976 – Hela Pacewiczówna z Zadworzan Lublin (Ogólnopolski Festiwal Filmów Rolniczych) II Nagroda
- 1976 – Hela Pacewiczówna z Zadworzan Kraków (Ogólnopolski Festiwal Filmów Krótkometrażowych) Nagroda Specjalna Srebrny Lajkonik
- 1975 – Antygona w stodole Kraków (Ogólnopolski Festiwal Filmów Krótkometrażowych) Brązowy Lajkonik
- 1974 – Antygona w stodole Lublin (Ogólnopolski Festiwal Filmów Rolniczych) I Nagroda VI Ogólnopolski Festiwal Filmów Rolniczych – Nagroda Przewodniczącego Komitetu ds Radia i Telewizji w kat. filmu telewizyjnego

## Upamiętnienie
W ścisłym centrum Białegostoku znajduje się bulwar im. Tamary Sołoniewicz (położony jest wzdłuż rzeki Białej oraz alei Piłsudskiego i ciągnie się od ulicy Henryka Sienkiewicza do ulicy Fabrycznej).
W Hajnówce znajduje się ulica Tamary Sołoniewicz, zaś w Narewce istnieje galeria jej imienia.